# Montecalvo Versiggia
Montecalvo Versiggia är en ort och kommun i provinsen Pavia i regionen Lombardiet i Italien. Kommunen hade 532 invånare (2018).